# ناحیه القنادسة
ناحیه القنادسة (به عربی: دائرة القنادسة) یک ناحیه در الجزایر است که در استان بشار واقع شده‌است.

## خصوصیات
ناحیه القنادسة ۵٬۰۴۰ کیلومترمربع مساحت و ۱۴٬۰۸۴ نفر جمعیت دارد.